# Philippe Van Parijs
Philippe Van Parijs (født 23. maj 1951 i Bruxelles) er en belgisk filosof og økonom. Han er bedst kendt som akademisk fortaler for borgerløn. Van Parijs var stiftende medlem af netværket Basic Income European Network, nu Basic Income Earth Network (en). Van Parijs er professor ved det økonomiske fakultet og Statskundskab på Katholieke Universiteit Leuven. Han er siden 2004 også gæsteprofessor ved Harvard University.

## Studier
Van Parijs studerede filosofi, jura, politisk økonomi, sociologi og lingvistik på Facultés Universitaires Saint-Louis (Bruxelles) og ved universiteterne i Louvain, Oxford, Bielefeld og Berkeley. Han har en doktorgrad i samfundsvidenskab (Louvain, 1977) og filosofi (Oxford, 1980).